# Łukasz Wiśniowski
Łukasz Wiśniowski, né le 7 décembre 1991 à Ciechanów, est un coureur cycliste polonais, membre de l'équipe Bahrain Victorious.

## Biographie
En catégorie junior, Łukasz Wiśniowski gagne le Tour de la région de Łódź en 2008, la Course de la Paix juniors en 2009. Cette année-là, il est huitième du championnat du monde du contre-la-montre juniors.
En 2013, il intègre l'équipe Etixx-iHNed, réserve de l'équipe professionnelle Omega Pharma-Quick Step. Il remporte les championnats de Pologne espoirs sur route et du contre-la-montre. En 2014, il est vainqueur de la Course des chats et du Circuit des Ardennes international.
Łukasz Wiśniowski devient professionnel en 2015 au sein de l'équipe Etixx-Quick Step, nouveau nom d'Omega Pharma-Quick Step. En mars, il chute lors de la classique Gand-Wevelgem et se blesse au genou. Il reprend la compétition en juin, au Tour de Cologne.
En 2016, il se classe deuxième des Trois Jours de Flandre-Occidentale. Au mois d'août, il fait le choix de s'engager avec la formation Sky pour 2017 avec son compatriote Michał Kwiatkowski.
Il obtient ses meilleurs résultats en 2018 lors des classiques pavés, se classant deuxième derrière Michael Valgren du Circuit Het Nieuwsblad et huitième à Kuurne-Bruxelles-Kuurne le lendemain. Il est recruté en 2019 par l'équipe World Tour polonaise CCC pour accompagner son leader Greg Van Avermaet sur les classiques.
En 2020, il se classe deuxième du championnat de Pologne du contre-la-montre.

## Palmarès

### Palmarès amateur
- 2008
  - Classement général du Tour de la région de Łódź
- 2009
  - 1re étape de la Coupe du Président de la Ville de Grudziądz
  - Course de la Paix juniors :
    - Classement général
    - 5e étape

  - 8e du championnat du monde du contre-la-montre juniors
- 2011
  - 3e du championnat de Pologne du contre-la-montre espoirs
- 2012
  - 3e du championnat de Pologne sur route espoirs
  - 3e du championnat de Pologne du contre-la-montre espoirs

- 2013

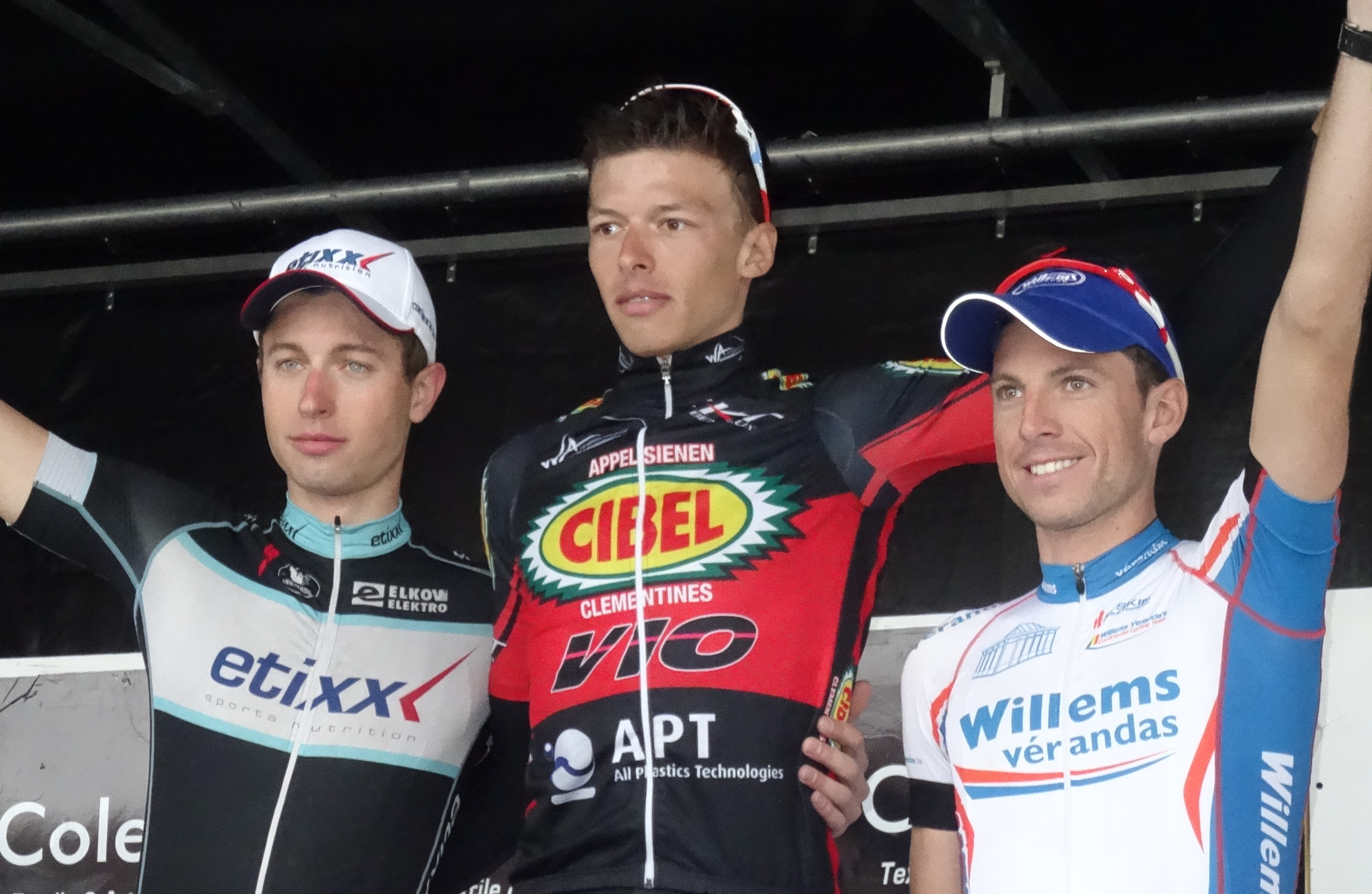
Podium de l'édition 2014 du Grand Prix des commerçants de Templeuve : Łukasz Wiśniowski (2e), Oliver Naesen (1er) et Gaëtan Bille (3e).

  -  Champion de Pologne sur route espoirs
  -  Champion de Pologne du contre-la-montre espoirs
  - 1re étape du Tour de Thuringe
- 2014
  - Course des chats
  - 4e étape du Tour de Normandie
  - Classement général du Circuit des Ardennes international

### Palmarès professionnel
- 2015
  - 1re étape du Czech Cycling Tour (contre-la-montre par équipes)
  - 3e du Ronde van Zeeland Seaports
- 2016
  - 2e des Trois Jours de Flandre-Occidentale
- 2018
  - 2e du Circuit Het Nieuwsblad
- 2020
  - 3e du championnat de Pologne du contre-la-montre
- 2021
  - 3e du championnat de Pologne du contre-la-montre

### Résultats sur les grands tours

#### Tour de France
1 participation
- 2019 : 127e

#### Tour d'Italie
2 participations
- 2016 : 138e
- 2021 : 131e

#### Tour d'Espagne
1 participation
- 2020 : 115e

### Classements mondiaux
| Année                                 | 2013 | 2014 | 2015 | 2016 | 2017 | 2018 | 2019  | 2020 | 2021  | 2022  | 2023  |
| ------------------------------------- | ---- | ---- | ---- | ---- | ---- | ---- | ----- | ---- | ----- | ----- | ----- |
| UCI World Tour                        |      |      | nc   | nc   | 374e | 118e |       |      |       |       |       |
| Classement mondial                    |      |      |      | 316e | 877e | 257e | 1006e | 615e | 1015e | 2511e | 1526e |
| UCI Europe Tour                       | 562e | 62e  |      | 157e | 604e | 708e | 722e  | 501e | 754e  | 1535e | nc    |
| UCI America Tour                      | nc   | nc   |      | 469e | nc   | nc   |       |      |       |       |       |
|                                       |      |      |      |      |      |      |       |      |       |       |       |
| Légende : nc = non classéSource : UCI |      |      |      |      |      |      |       |      |       |       |       |